# Улзытэ (Еравнинский район)
Улзытэ́ (бур. Υлзытэ — «счастливый, -ая, -ое») — село в Еравнинском районе Бурятии. Входит в сельское поселение «Эгитуйское».

## География
Расположено в 9,5 км к северо-востоку от центра сельского поселения, посёлка Можайка, в 3 км севернее межрегиональной автодороги Р436 Улан-Удэ — Романовка — Чита.

## Население
| 2002 | 2010 |
| ---- | ---- |
| 73   | ↘33  |

## Известные уроженцы
Гармаев Ендон Жамьянович — член-корреспондент РАН, профессор РАН, специалист в области географии, гидрологии и геоэкологии.